# Pié Masumbuko
Pié Masumbuko (Kiganda, 29 de septiembre de 1931) es un médico y político burundés. Miembro de la Unión para el Progreso Nacional, que se desempeñó como primer ministro interino del Reino de Burundi en enero de 1965.

## Primeros años
Nació el 29 de septiembre de 1931 en Rukiga, parte de la comuna de Kiganda, en la provincia de Muramvya, en la entonces colonia belga de Ruanda-Urundi. Étnicamente tutsi, entre 1939 y 1943 fue educado en escuelas primarias de Bukeye y Kiganda. Luego recibió una educación secundaria y una formación como asistente médico en el Groupe Scolaire de Astrida. Posteriormente, asistió a la Universidad Lovanium, en la vecina colonia del Congo Belga, y en 1958 se matriculó en la Universidad de París (Francia) para estudiar medicina y ciencias políticas con una beca otorgada por el Conseil supérieur du Pays (Consejo Superior de Tierras). Tras graduarse en 1961, se convirtió en el primer nativo de Ruanda-Urundi en obtener un título en medicina, y regresó a su país natal.

## Carrera política
Poco después de regresar, en 1963, el primer ministro André Muhirwa ordenó su arresto por, supuestamente, conspirar en contra el gobierno, pero poco después fue liberado gracias a la intervención del Rey Mwambutsa IV. Poco después, la Asamblea Nacional lo designó miembro del Consejo de la Corona del Rey el 22 de mayo.
Afiliado a la Unión para el Progreso Nacional (UPRONA), en junio de 1963 fue nombrado vice primer ministro y ministro de Salud del Reino de Burundi en el gabinete del primer ministro Pierre Ngendandumwe. En ese cargo tuvo cierto protagonismo internacional, al ayudar a establecer las relaciones diplomáticas entre Burundi y la República Popular China, firmar un acuerdo de cooperación entre Burundi y la Organización Mundial de la Salud (OMS) y representar a Burundi en la firma del Tratado de Prohibición Parcial de Ensayos Nucleares el 4 de octubre de 1963. También ayudó a trasladar suministros desde Burundi a los rebeldes simba en el este de la República del Congo en 1964.
En enero de 1964 asumió como secretario permanente de la UPRONA. Ese año fue nombrado nuevamente como ministro de Salud durante el gobierno del primer ministro Albin Nyamoya.
A principios de enero de 1965, Nyamoya fue destituido del cargo por Mwambutsa, que pidió a Ngendandumwe formara un nuevo gobierno. Sin embargo, sus opositores políticos conspiraron para asesinarlo el 15 de enero, día en que anunció su gobierno. Inmediatamente, Masumbuko asumió como primer ministro interino de Burundi hasta que el 26 de enero asumió Joseph Bamina como nuevo primer ministro. Se desempeñó como vice primer ministro y ministro de Salud en el nuevo gobierno de Bamina; en septiembre del mismo año llegó al poder un nuevo gobierno encabezado por el primer ministro Léopold Biha, que lo mantuvo en la cartera de Salud. Por estos tiempos, volvió a servir en el Consejo de la Corona del Rey.
Tras el golpe de Estado ocurrido en julio de 1966, que derrocó al Rey Mwambutsa IV y lo reemplazó por Ntare V, fue nombrado ministro de Relaciones Exteriores el 12 de julio por el nuevo Rey. El rey entró cada vez más en conflicto con el nuevo gobierno del primer ministro Michel Micombero, y en septiembre intentó obligar a Masumbuko a dimitir después de que circulara un panfleto acusándolo de corrupción. Como solución de compromiso, el 16 de septiembre renunció al puesto de ministro de Relaciones Exteriores y fue nombrado ministro de Asuntos Sociales.
Después de que la monarquía fuera abolida por un golpe de Estado en noviembre de 1966, a principios de abril de 1967 fue nombrado Embajador Itinerante por Micombero, ahora convertido en Presidente de la República de Burundi.  Fue arrestado por el régimen el 6 de julio por supuestamente contactar con rebeldes congoleños para conspirar contra el gobierno y finalmente fue liberado el 28 de noviembre. Fue detenido nuevamente el 16 de enero de 1971.

### Servicio diplomático
Tras ser liberado, en septiembre de 1973 viajó a Francia para recibir formación especializada de la OMS. Después de un año y medio de estudios, fue nombrado Representante de la OMS en Chad. Ocupó el cargo hasta 1976 y luego, en 1985, se convirtió en Representante de la OMS en Costa de Marfil, cargo que ocupó hasta 1992.